# یواس‌اس وایپت (اس‌پی-۸۹)
یواس‌اس وایپت (اس‌پی-۸۹) (به انگلیسی: USS Whippet (SP-89)) یک کشتی بود که طول آن ۷۲ فوت (۲۲ متر) بود. این کشتی در سال ۱۹۱۷ ساخته شد.